# لامپکین (جورجیا)
لامپکین، جورجیا (به انگلیسی: Lumpkin, Georgia) یک شهر در ایالات متحده آمریکا با جمعیت ۱٬۳۶۹ نفر است که در جورجیا واقع شده‌است.

## موقعیت جغرافیایی
موقعیت جغرافیایی شهرها و مناطق اطراف به شرح زیر است: